# 农政全书

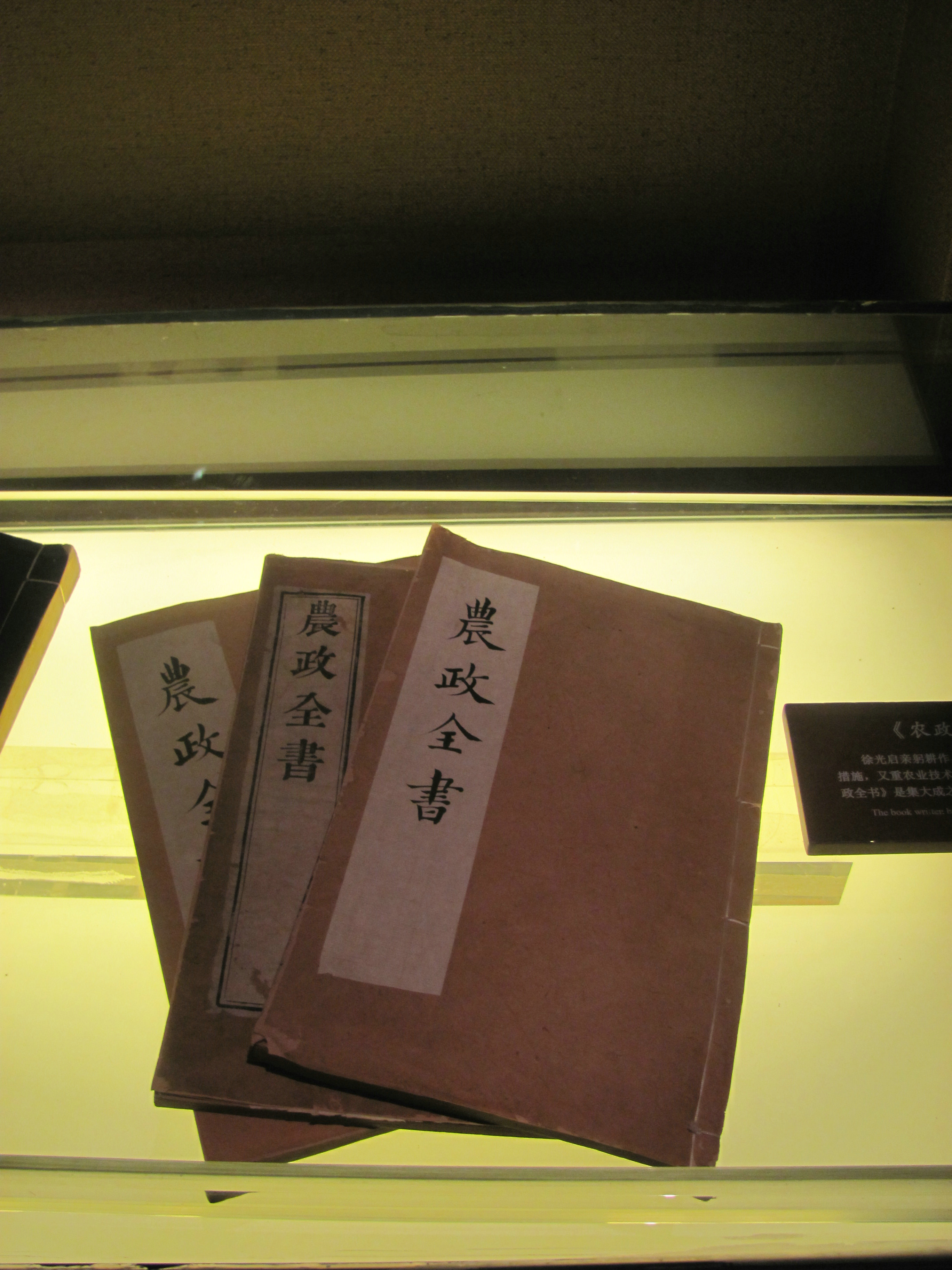
藏于嘉定孔庙的农政全书

农政全书为中国明代科学家徐光启所作。这部书总结了中国古代劳动人民的许多农业生产经验和技术。引用了古代著作和文献三百多种。该书讲了气候、地理、优种对农业生产的影响，介绍了农业生产技术，对屯兴水利、三项农业措施作了详细阐述。这本书在徐光启死后由其子徐骥将此书推介给崇祯帝，于崇祯十二年（公元1639年）正式出版发行。
《農政全書》（卷二十七·樹藝）詳細記述了番薯的種植、貯藏、加工法，並提到番薯育苗越冬、剪莖分種、扦插、窖藏干藏等技術，是最早系統介紹番薯種植法的著作。
《農政全書》不仅在中国，也对日本的农学发展起到了一定的影响，日本江户时代农学者宫崎安贞即参考《農政全書》并结合自身考察经验，于1695年（元禄7年）写成了《農業全書》。